# Marcin Warcholak
Marcin Warcholak (ur. 8 sierpnia 1989 we Wschowie) – polski piłkarz, występujący na pozycji obrońcy.

## Życiorys
W czasach juniorskich trenował w Pogoni Wschowa i Polonii Słubice. W latach 2008–2009 występował w seniorskim zespole Polonii. Następnie był piłkarzem Celulozy Kostrzyn nad Odrą, Ilanki Rzepin, Gryfa Wejherowo i Stomilu Olsztyn. W 2014 roku odszedł do Arki Gdynia. W Ekstraklasie zadebiutował 18 lipca 2016 w przegranym 0:2 spotkaniu z Bruk-Bet Termaliką Nieciecza. Po zakończeniu sezonu 2017/2018 został na zasadzie wolnego transferu zawodnikiem Wisły Płock.